# قوطی‌های سوپ کمبل
قوطی‌های سوپ کمبل (انگلیسی: Campbell's Soup Cans؛ ‏ تلفظ: ‎/ˈkæmbəl/‎؛ ‏ ۱۹۶۲ میلادی)، اثر نقاش معاصر آمریکایی، اندی وارهول (۱۹۲۸–۱۹۸۷ میلادی) است.
زمانی که وارهول برای اولین بار این ۳۲ عدد طرح را به نمایش گذاشت، همه آن‌ها درست مثل نحوه قرار گرفتنشان در یک سوپرمارکت هم‌زمان در کنار هم به دیوار آویخته شده بودند. این ۳۲ عدد طرح به دلیل تعداد ۳۲ عدد کنسرو مختلف با طعم‌های گوناگون که در شرکت کنسروسازی کمبل در زمان شکل‌گیری اثر (سال ۱۹۶۲) تولید می‌شده، انتخاب شده‌است.
نکته قابل توجه در این اثر، طعم و بوی مختلفی است که نقاش با شیوه‌ای ویژه به هر کدام از این تابلوهای کوچک با توجه به نوع کنسرو اختصاص داده‌است و آرایش منحصر به فردی در چیدمان این قوطی‌ها کنار یکدیگر تا به امروز کشف نشده‌است. وارهول قوطی‌ها را با توجه به تاریخ معرفی و تولید آن‌ها توسط شرکت کمبل به ترتیب قرار داده‌است، برای نمونه کنسرو سوپ گوجه‌فرنگی اولین محصولی است که در سال ۱۸۹۷ میلادی توسط شرکت کمبل تولید شد و در بالا سمتِ چپ اثر دیده می‌شود.
وارهول از طرفداران عدم مرزبندی هنر برای قشری خاص با علایقی بعضاً پوسیده و تکراری بود و آن را برای تمام مردم، از هر قشر و طبقه‌ای می‌پسندید. همین دیدگاه منحصر به فرد اندی وارهول باعث شکل‌گیری تعریفی جدید از هنر مدرن با عنوان پاپ آرت (به انگلیسی: Pop Art) یا هنر مردمی شد. این اثر هم‌اکنون در موزه هنر مدرن (MoMA) در نیویورک نگهداری می‌شود.

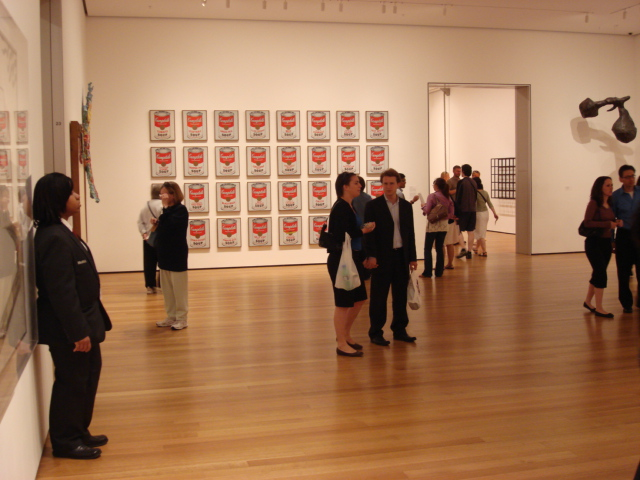
قوطی‌های سوپ کمبل اندی وارهول در موزه هنر مدرن نیویورک